# Emil Schulz (Boxer)

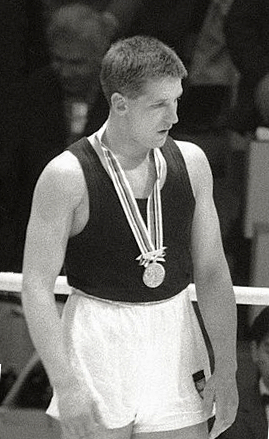
Emil Schulz 1964 in Tokio

Emil Schulz (* 25. Mai 1938 in Kaiserslautern; † 22. März 2010 ebenda) war ein deutscher Boxer, der für die BRD startete. Sein größter Erfolg war der Gewinn der Silbermedaille bei den Olympischen Spielen 1964 in Tokio im Mittelgewicht.

## Werdegang
Emil Schulz begann als Jugendlicher 1951 in der Boxabteilung des 1. FC Kaiserslautern mit dem Boxen. Er entwickelte sich relativ schnell zu einem guten Boxer, kam aber erst im Seniorenbereich zu ersten Erfolgen im südwestdeutschen Raum. 1956 wurde er erstmals Verbandsmeister Südwest und gewann diesen Titel ohne Unterbrechung bis 1964 in den Gewichtsklassen Halbwelter bis Mittel. Er war Rechtsausleger und hatte eine gefürchtete linke Schlaghand.
Bereits 1957 startete Schulz bei der Ausscheidung des DABV für die Europameisterschaft im Halbweltergewicht, unterlag aber dem vielfachen BRD-Meister Karl Wagner aus Radolfzell nach Punkten. 1960 wurde Emil Schulz vom DABV erstmals bei Länderkämpfen eingesetzt. Er musste gehöriges Lehrgeld bezahlen, denn er verlor dabei gegen den Franzosen Souleymane Diallo, einem späteren Spitzen-Profiboxer und gegen den sowjetischen Sportler Jewgeni Feofanow durch K. o. Mit dem späteren sowjetischen Olympiasieger Waleri Popentschenko kämpfte er über die volle Kampfzeit, konnte jedoch nicht gewinnen.
Im November 1960 gewann Emil Schulz in Köln seinen ersten BRD-Meistertitel im Mittelgewicht. Er besiegte im Finale Paul Hogh aus Stuttgart sicher nach Punkten.
BRD-Meister im Mittelgewicht wurde er auch 1961 mit einem Punktsieg über Norbert Treiber aus Herten/Westfalen. Danach setzte der Boxverband Schulz auch bei den Europameisterschaften in Belgrad ein, wo er im Achtelfinale J. Mammers aus den Niederlanden nach Punkten bezwang. Im Viertelfinale musste er gegen den routinierten Jugoslawen Dragoslav Jakovljević eine knappe Punktniederlage einstecken und schied aus. Schulz belegte damit einen guten 5. Platz.
1962 wurde Emil Schulz in Iserlohn durch einen Punktsieg über Norbert Treiber erneut BRD-Meister im Mittelgewicht. In diesem Jahr fanden keine internationalen Meisterschaften statt. In einem Länderkampf zwischen der BRD und Polen in München gelang ihm aber ein glatter Punktsieg über den amtierenden Europameister im Mittelgewicht Tadeusz Walasek.
Am 4. Mai 1963 siegte Emil Schulz in Freiburg im Breisgau über Ewald Wichert aus Hamm nach Punkten und errang seinen vierten BRD-Meistertitel. Bei der anschließenden Europameisterschaft in Moskau traf er in der 1. Runde wieder auf den Niederländer J. Mammers, den er dieses Mal in der 2. Runde durch K. o. besiegte. Im Viertelfinale gelang ihm auch ein K.-o.-Sieg über den Vertreter der DDR Bernd Anders. Im Halbfinale unterlag Emil Schulz gegen Ion Monea aus Rumänien nach Punkten. Mit dem Erreichen des Halbfinales hatte er eine EM-Bronzemedaille gewonnen.
1964 besiegte Emil Schulz bei der BRD-Meisterschaft Ewald Wichert nach Punkten und qualifizierte sich bei der Ausscheidung für die gesamtdeutsche Olympiamannschaft durch einen erneuten Sieg über den DDR-Meister Bernd Anders vom TSC Berlin für die Olympischen Spiele in Tokio. In Tokio siegte er im Achtelfinale durch K. o. in der 2. Runde über den Briten William Stack und besiegte im Viertel- bzw. Halbfinale Ion Monea und Francesco Valle aus Italien nach Punkten. Im Finale stand er Waleri Popentschenko gegenüber, von dem er gleich in der 1. Runde kalt erwischt wurde und k. o. ging. So gewann er eine olympische Silbermedaille.
Im Frühjahr 1965 erkrankte Emil Schulz schwer. Er genas von seinem Lungenleiden wieder, konnte aber seine Sportlerkarriere nicht mehr fortsetzen. In den folgenden Jahren gab er seine Kenntnisse teilweise als Boxtrainer in seiner Heimatstadt weiter.
Schulz war verheiratet. Im Jahr 2008 veranstaltete der Sportclub 1. FC Kaiserslautern im Fußballstadion aus Anlass seines 70. Geburtstages einen großen Empfang und würdigte ihn als ein Vorbild für die Jugend.
Am 22. März 2010 verstarb Emil Schulz im Westpfalz-Klinikum in Kaiserslautern.

## Ehrungen
- Silbernes Lorbeerblatt

## Länderkämpfe von Emil Schulz
- 1957 in Kaiserslautern, Südwest gegen Schottland, Punktsieger über Dignan,
- 1960 in Besançon, Frankreich gegen BRD, K. o.-Niederlage 2. Runde gegen Souleymane Diallo,
- 1960 in Kiew, UdSSR gegen BRD, Punktniederlage gegen Waleri Popentschenko,
- 1960 in Moskau, UdSSR gegen BRD, KO-Niederlage 1 Runde gegen Jewgeni Feofanow,
- 1961 in Frankfurt am Main, BRD gegen Italien K. o.-Sieger 1. Runde über Giovanni Pautassi,
- 1962 in München, BRD gegen Polen, Punktsieger über Tadeusz Walasek,
- 1962 in Lagos, Nigeria gegen BRD, Punktsieger über Lewis Olayinka,
- 1962 in Abidjan, Elfenbeinküste gegen BRD, Punktsieger über Bidjan Koissy,
- 1962 in Innsbruck, Österreich gegen BRD, Punktniederlage gegen Rusch,
- 1963 in Wrocław, Polen gegen BRD, Punktsieger über Tadeusz Walasek,
- 1964 in Bukarest, Rumänien gegen BRD, Punktsieger über Ion Monea,
- 1964 in Stuttgart, BRD gegen Polen, unentschieden gegen Lucjan Słowakiewicz,
- 1964 in Münster, BRD gegen England, K. o.-Sieger 1. Runde über A. Moore

## Deutsche Meisterschaften mit Emil Schulz (Finalergebnisse)
- 1960 in Köln, Punktsieger über Paul Hogh, Stuttgart,
- 1961 in Berlin, Punktsieger über Norbert Treiber, Herten/Westfalen,
- 1962 in Iserlohn, Punktsieger über Norbert Treiber,
- 1963 in Freiburg im Breisgau, Punktsieger über Ewald Wichert, Hamm,
- 1964 in München, Punktsieger über Ewald Wichert